# E231
La ruta europea E231 és una carretera que forma part de la Xarxa de carreteres europees. Comença a Amsterdam (Països Baixos) i finalitza a Amersfoort (Països Baixos). Té una longitud de 54 km. Té una orientació de nord a sud.